# Czekalskie

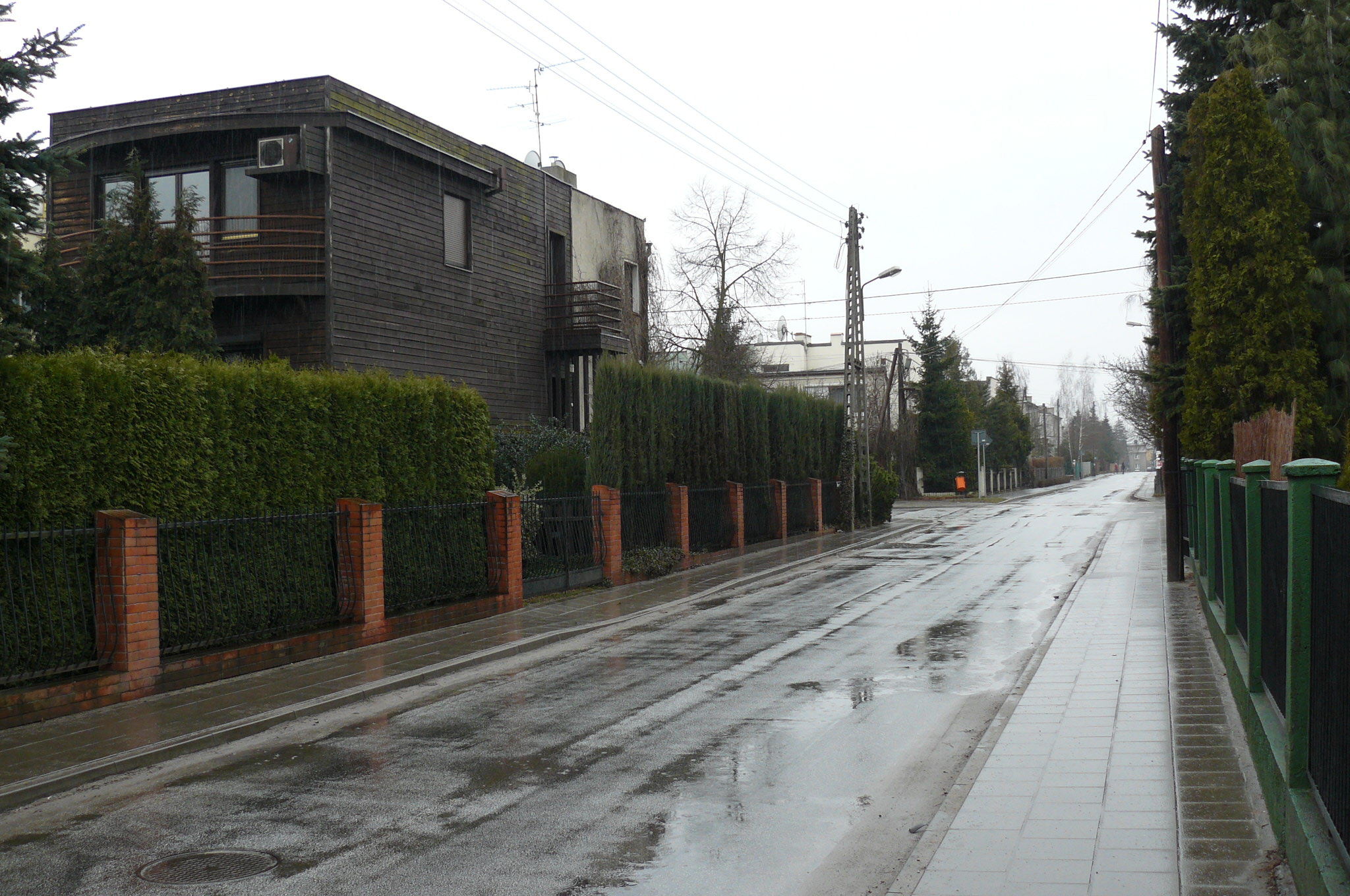
Czekalskie – ul. Nowogrodzka, zabudowa modernistyczna

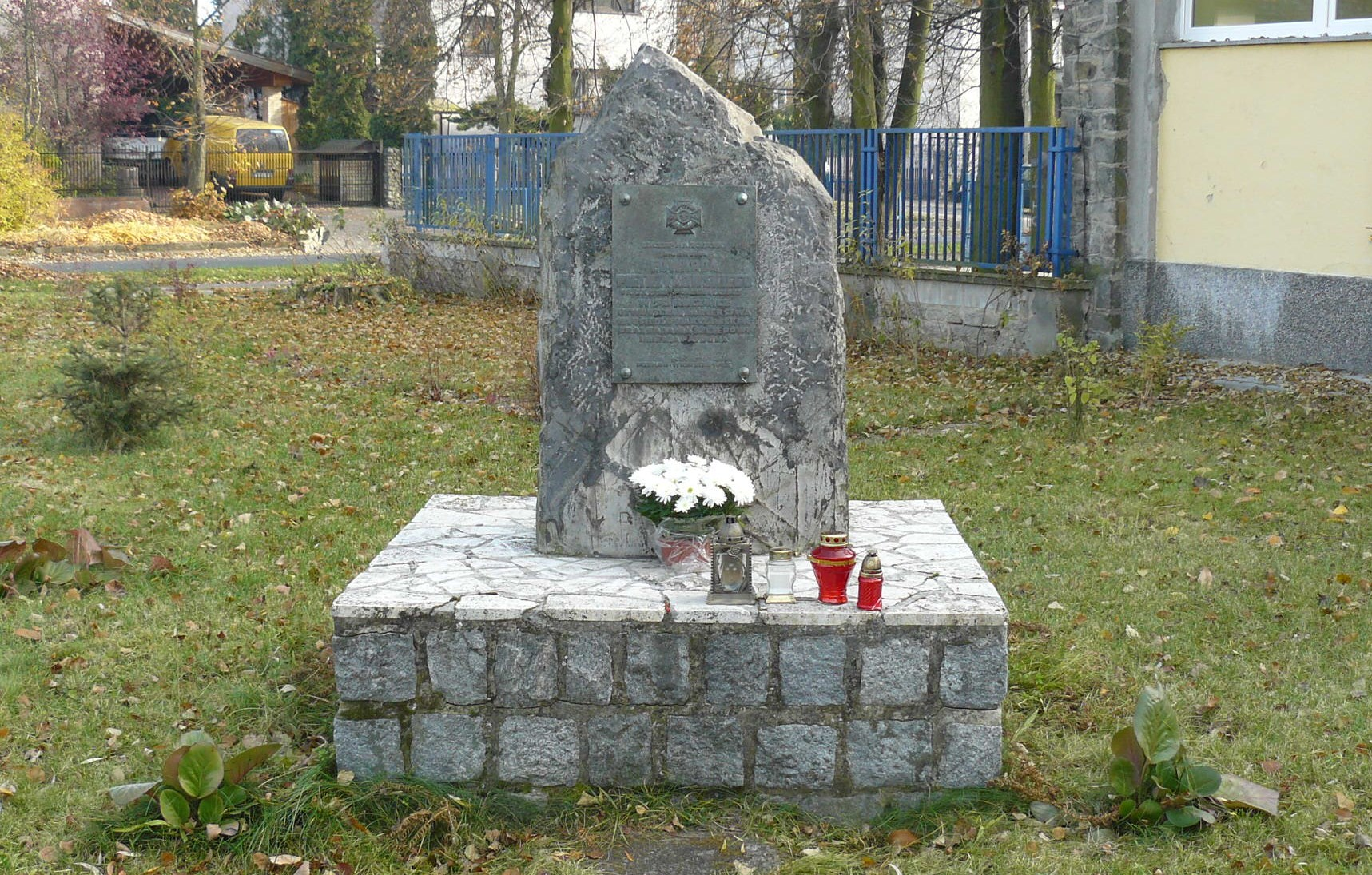
Głaz Pietrzykowskiego

Czekalskie – willowa część Poznania, wchodząca w skład jednostki obszarowej Systemu Informacji Miejskiej (SIM) Osiedle Warszawskie, położonej w obrębie osiedla samorządowego Warszawskie-Pomet-Maltańskie. Sąsiaduje z Osiedlem Warszawskim na północy, Antoninkiem na wschodzie i Maltą (w tym Osiedlem Maltańskim) na południu oraz zachodzie. Czekalskie jest często zaliczane do Osiedla Warszawskiego.

## Granice
Za Czekalskie z reguły uważa się teren ograniczony ulicami: Krańcową na zachodzie, Warszawską na północy, Mogileńską na wschodzie i Czekalskie na południu (dalej ciągną się tereny leśne w kierunku Antoninka i Kobylepola).

## Powstanie i historia
Na terenie Czekalskiego (ulice Mińska i Grodzieńska) istniała w prahistorii relatywnie duża osada kultury pucharów lejkowatych. Na narożniku ulic Krańcowej i Mińskiej odkryto natomiast pochówek późniejszej kultury ceramiki sznurowej. Również w rejonie Czekalskiego istniała osada we wczesnej epoce żelaza.
Pierwsza współczesna zabudowa na terenie Czekalskiego pojawiła się w latach 20. XX wieku, wraz z budową Osiedla Warszawskiego. Jednak w odróżnieniu od tego osiedla, Czekalskie największy rozwój urbanistyczny przeżyło dopiero po II wojnie światowej. Z tego powodu zabudowa Czekalskiego jest znacznie mniej interesująca z architektonicznego punktu widzenia – dominują modernistyczne wille i domy szeregowe. W początkach XXI wieku zabudowa została dogęszczona niewielkimi realizacjami wielorodzinnymi.
Na osiedlu znajduje się szkoła podstawowa i gimnazjum, a na granicy z Antoninkiem zajezdnia autobusowa MPK Poznań – Warszawska. Na terenie osiedla jest kaplica (przy ul. Mińskiej), należąca do parafii Chrystusa Odkupiciela w Poznaniu.
W latach 1954–1990 Czekalskie należało do dzielnicy Nowe Miasto.

## Głaz Pietrzykowskiego
Przed budynkiem szkolnym na ul. Mińskiej 32, umieszczono Głaz Pietrzykowskiego – kamień pamiątkowy na niewielkim cokole z kostki granitowej, ku czci Edwarda Pietrzykowskiego, twórcy harcerstwa na Osiedlu Warszawskim. Napis na metalowej płycie głosi: Szczep Harcerski im. druha Edwarda Pietrzykowskiego, ur. 3 X 1922 – poległ 1 IX 1939. W 50 rocznicę utworzenia harcerstwa na Osiedlu Warszawskim oraz nadania szczepowi imienia patrona. Poznań, wrzesień 1982. Nad inskrypcją umieszczono krzyż harcerski. Fundatorem był Hufiec ZHP Poznań Stare Miasto, a projektantami – M.Pietrzykowski i E.Smolibowski.

## Toponimia
Nazwy ulic zlokalizowanych na terenie Czekalskiego pochodzą praktycznie z jednej grupy toponimicznej: od nazw miejscowości Mazowsza, Podlasia, Polesia i Grodzieńszczyzny – np. Terespolska, Zambrowska, Lidzka, czy Brzeska.

## Komunikacja
Osiedle obsługiwane jest przez linie tramwajowe MPK Poznań, podążające w kierunku pętli Miłostowo – 6 i 8 (przystanki Krańcowa, Łomżyńska i Pusta – z czego dwa ostatnie posiadają przejście podziemne pod ul. Warszawską). Jest też linia autobusowa dzienna: 157 i dwie nocne: 233 i 245. Linie te kończą trasę na pętli na ul. Mogileńskiej.